# One Million B.C.
One Million B. C. é o título do filme estadunidense de 1940 que narra uma história fantasiosa da pré-história numa ótica em que procura misturar dinossauros com seres humanos.  
Esta convivência entre dinossauros e humanos foi uma licença cinematográfica totalmente imprecisa, nesta obra que tem pouca intenção educativa; o filme apresenta, no dizer irônico de Rebecca Hawkes de The Telegraph: "uma das maiores inovações de efeitos especiais do século XX: um animal de forma pouco convincente disfarçado como um dinossauro - neste caso, um porco em um traje de triceratops."
Já em 1940 a crítica advertia: "não se poderá taxar este filme de um estudo sério da vida pré-histórica. Foi feito para divertimento e como tal deve ser aceito."
As locações se deram em sítios com belos cenários que retratavam paisagens pré-históricas, em Overton (Nevada) e em Agua Dulce (Califórnia).

## Sinopse
Afora as falas do narrador, o filme não possui conversação inteligível; depois da introdução, não há diálogos em inglês, de forma que se poderia dizer que é um filme mudo, mas que possui música, ruídos e vozes que, no falar das tribos primitivas, não querem dizer nada - as ações são auto-explicativas.
O enredo também faz referência a Romeu e Julieta, ao trazer um casal que se apaixona apesar da inimizade entre suas tribos.
Vários alpinistas achavam-se numa grande montanha com altos precipícios quando uma forte borrasca os surpreende, forçando-os todos a procurar abrigo numa imensa lapa que tinha entrada num dos lados do monte.
Enquanto a borrasca não arrefecia, o interior da caverna mostrou-se-lhes dotado de uma característica que atraiu de pronto a atenção de todos: inscrições rupestres que mostravam registros da vida primitiva.
Inscritas nas rochas estavam marcados ainda restos de esqueletos de animais fossilizados, cujos corpos já haviam sido consumidos pelo tempo.
Aquilo tudo era-lhes uma grande novidade e, segundo o enredo, teria “milhões de anos”; com a tempestade rugindo lá fora, passaram a explorar, curiosos, os registros e objetos descobertos.

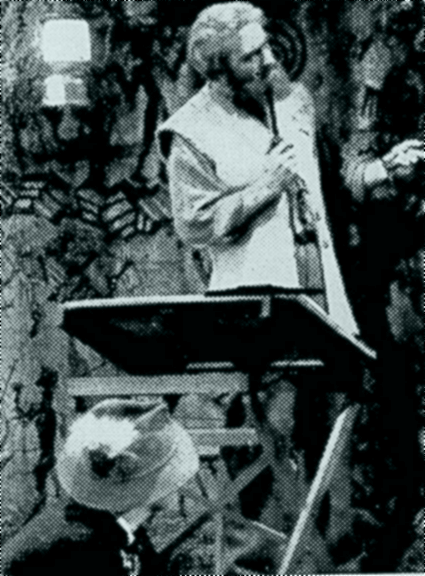
Na caverna, o cientista explana sobre o passado.

Entre os alpinistas também estava um velho, que identificou-se como cientista e estudioso daquele tipo de registros ancestrais; ele então começa a narrar aos atentos montanhistas como era a vida do homem das cavernas, dando uma visão de que os seres humanos primitivos e os animais antediluvianos conviveram.
Foi este homem idoso quem, sob a atenção dos esportistas retidos pela tempestade, criou uma estória que recontava aquilo que se encontrava gravado na pedra.
Surge, assim, a trajetória do troglodita Tumak, jovem e impetuoso caçador que pertencia à tribo “Rock” (“Rocha”), que o filme passa a mostrar; num arroubo juvenil, Tumak desafia o próprio pai, Akhoba, e ambos travam uma feroz luta.

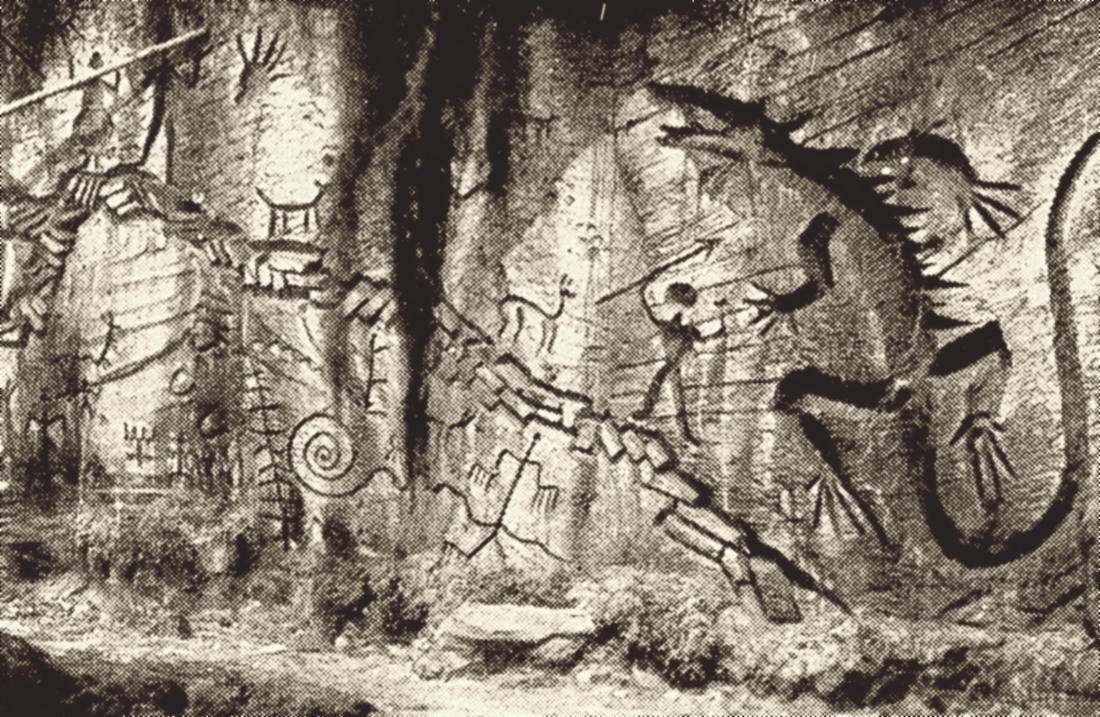
As inscrições rupestres que inspiram o enredo.

Durante o combate, Akhoba arremessa o filho do alto de um penhasco; Tumak então jaz caído, machucado e sem sentidos durante algum tempo e, quando se refaz do desmaio, é atacado por um grande e peludo mamute.
Ao fugir da fera grandiosa, o jovem caçador sobe numa árvore que, no seu desespero, pareça-lhe um local seguro – o que foi uma tentativa vã, uma vez que o grande paquiderme de um golpe arranca do chão a árvore e a lança, com o seu passageiro, num caudaloso rio que corria ao lado.
Levado pela correnteza, Tumak luta para não se afogar e é transportado ao sabor das águas durante um longo trajeto até que penetra no território pertencente a um povo inimigo dos de sua tribo: o povo de “Shell” (“Concha”); avistado por uma jovem moça, ela dele se apieda e o recolhe, levando-o para o interior da aldeia, tratando-o com carinho e cuidado.
Com muitos ferimentos e machucados da luta e da fuga, Tumak leva alguns dias para se recuperar plenamente, sob os cuidados da moça que, apesar da antiga inimizade entre seus povos, atua como verdadeira enfermeira: seu nome é Loana.
Assim que vai ficando melhor Tumak passa a observar que aquela é uma terra de homens mais civilizados do que os de sua origem; todos são-lhe amáveis em Shell, e ele aprende novos modos e costumes, atitudes sociais muito mais corretas do que as de sua gente.

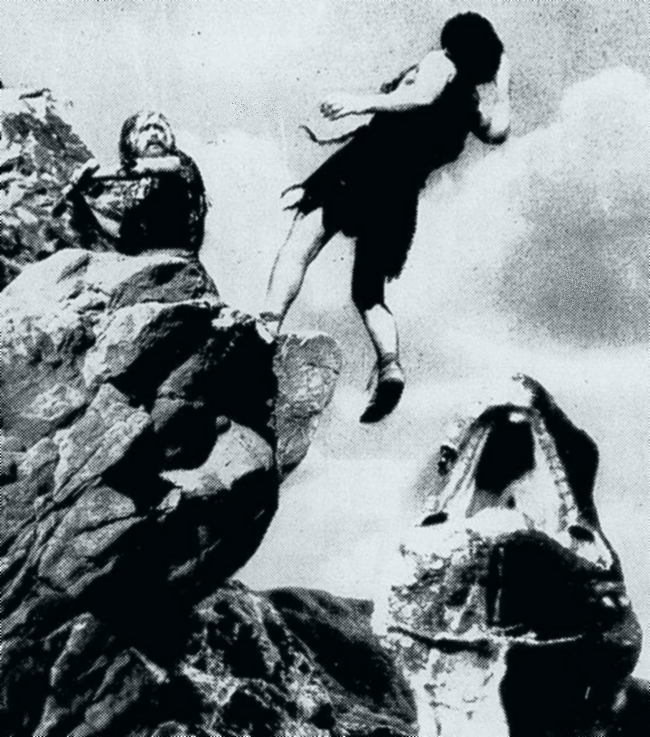
Pai e filho brigam.

Mas não somente nos modos aquele povo era mais avançado, segundo constatou o jovem forasteiro: os armamentos utilizados pelos habitantes de Shell eram bem melhores e mais eficazes do que aqueles usados pelos seus conterrâneos de Rock que, mais primitivos, ainda se serviam de paus como instrumento de defesa e ataque.
Durante esse período de aprendizado e recuperação, onde projetava um dia poder levar as inovações que conhecera ao seu povo, o jovem acaba se apaixonando por sua cuidadora, Loana.
Ele então vive o impasse de querer voltar para sua terra e deixar para trás sua amada; Loana, por sua vez, também estava enamorada pelo estrangeiro e, quando ele lhe propõe segui-lo até à terra de seu pai, ela não se opõe: assim, ambos fazem a viagem de volta ao povo de Rock.
O regresso, porém, não foi como ele esperava: ao chegar em Rock as coisas todas estavam bastante modificadas; seu pai, que era o governante da tribo, não mais ocupava o posto pois, segundo soube então Tumak, Akhoba havia sido atacado por uma das feras que habitavam aquelas terras, e acreditavam tivesse morrido.
Enquanto Akhoba lutava contra o monstro seu companheiro que deveria auxiliá-lo, Skakana, deixou o chefe à própria sorte e, quando este se viu indefeso e ferido, golpeou-lhe com sua clava para certificar-se de que morreria de fato.
O objetivo do traidor era usurpar o cargo de Akhoba, tornando-se ele próprio o novo chefe da tribo de Rock e, surgindo-lhe a oportunidade, atacou-o a fim de realizar seu desejo de poder.

Mas os ferimentos causados pelo monstro e pelo usurpador Skakana não mataram o velho chefe: Akhoba recobra os sentidos e, quando consegue finalmente retornar à tribo Skakana já consumara a tomada do poder e governava; impotente, não restou-lhe outra opção senão aceitar o curso dos fatos.
Ao ver tudo isto Tumak se revolta com a traição que depusera o pai e desafia o novo líder; ele e Skakana então lutam pelo poder – mas o jovem tem uma vantagem sobre seu oponente: aprendera muito com o povo de Shell, e tinha armas que o adversário desconhecia, o que rendeu-lhe uma convincente e grande vitória; Skakana assim foi derrubado da chefia, que agora tem no jovem Tumak o novo líder.

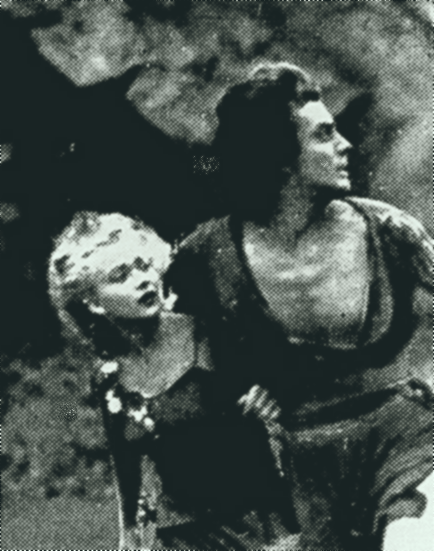
O casal de mocinhos da idade da pedra: Loana e Tumak.

Uma vez no governo de sua terra, ele toma como primeira providência a tarefa de ensinar à sua gente tudo que a civilização de Shell tinha de melhor; as coisas não poderiam estar melhor para todos, até que algo inevitável acontece.
As forças incontroláveis da natureza mostram seu imperativo: um vulcão situado nas imediações do povoado de Rock entra em erupção e segue-se um destruidor terremoto; tudo fica destruído e o povo procura fugir em meio ao pânico, tentando salvar os velhos e as crianças em grande confusão.
Separados pelo caos que se instala, centenas de pessoas morrem com os desabamentos e pela chuva de lava que cai sobe suas cabeças; Loana, isolada, consegue sobreviver e foge de volta para Shell, sua terra; Tumak e os sobreviventes a seguem e depois a encontram.
Um novo incidente ocorre, porém: um gigantesco dinossauro ataca a gente de Shell e os remanescentes de Rock a ela se une no combate ao inimigo comum: as feras que povoam o mundo antediluviano.
Outrora inimigos, eles agem agora como um só exército e, atraindo os monstros ameaçadores para as montanhas, de lá atiram-lhe grandes rochas que esmagam as feras.
Com a vitória obtida, os agora amigos povos de Shell e Rock festejam num grande banquete, tendo por corolário a harmonia e a mútua compreensão.

## Direção
Hal Roach chegou a anunciar que este trabalho seria a volta de David Griffith à direção. Quando se anunciou que os Roach - pai e filho - assumiram a direção, a imprensa noticiou que esta deveria ter sido de Griffith.
Roach era conhecido como o "Rei da Comédia" nos anos 1930, e mesmo que tenha mudado de estilo com este filme, rumores persistiram que Griffith, que participara da pré-produção, também dirigira muitas das cenas. Embora os dois Roach figurem como diretores, as dúvidas sobre a real participação de Griffith como diretor continuam, e ele não teria sido um mero consultor.

## Elenco e papéis
A fita marcou a estreia de Victor Mature num papel principal, como uma aposta de Hal Roach que estaria preparando muitos outros papéis para ele, no futuro. Com o sucesso da fita, o ator que então tinha 28 anos, teria ficado "convencidíssimo" e sua conduta teria desagradado a Roach, com quem tinha um contrato de longa duração.
Mature inaugurou um “novo visual” do homem primitivo: totalmente barbeado, ao lado de uma perfeitamente penteada Carole Landis. Landis fora também relacionada entre os novos novos artistas que o filme trazia. Os personagens do filme foram moldados dentro da estratégia vigente em Hollywood à época, chamada de star system.

## Efeitos especiais: o "slurpasaur"

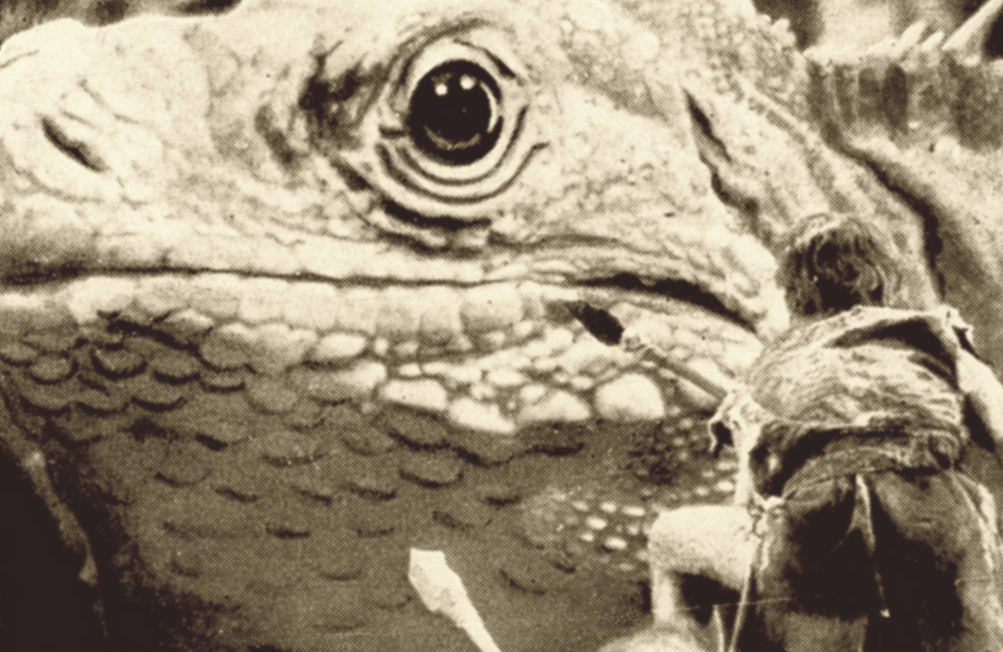
O lagarto "gigantesco".